# San Marino nos Jogos Olímpicos de Verão de 2004
San Marino competiu nos Jogos Olímpicos de Verão de 2004, em Atenas, na Grécia.

## Desempenho

### Atletismo
Masculino
| Atletas             | Evento     | Preliminar | Preliminar | Quartas     | Quartas     | Semifinal   | Semifinal   | Final       | Final       |
| Atletas             | Evento     | Marca      | Posição    | Marca       | Posição     | Marca       | Posição     | Marca       | Posição     |
| ------------------- | ---------- | ---------- | ---------- | ----------- | ----------- | ----------- | ----------- | ----------- | ----------- |
| Gian Nicola Berardi | 100 metros | 10s76      | 63º        | Não avançou | Não avançou | Não avançou | Não avançou | Não avançou | Não avançou |

### Natação
Masculino
| Atletas           | Evento      | Baterias  | Baterias | Semifinal | Semifinal | Final       | Final       |
| Atletas           | Evento      | Marca     | Posição  | Marca     | Posição   | Marca       | Posição     |
| ----------------- | ----------- | --------- | -------- | --------- | --------- | ----------- | ----------- |
| Emanuele Nicolini | 400 m livre | 4min08s28 | 42º      |           |           | Não avançou | Não avançou |